# Линга (Румунія)
Линга (рум. Lânga) — село у повіті Долж в Румунії. Входить до складу комуни П'єлешть.
Село розташоване на відстані 169 км на захід від Бухареста, 12 км на схід від Крайови.

## Населення
За даними перепису населення 2002 року у селі проживали 25 осіб, усі — румуни. Усі жителі села рідною мовою назвали румунську.